# Vaala
 Vaala, antiguament Säräisniem és una localitat de Finlàndia; estava situada a la Província d'Oulu fins a l'abolició de les províncies. És la regió de Kainuu. Té una població d'uns 3.751 habitants amb una densitat de 2,8 hab./km².
El seu llac, Oulujärvi, és el 4º més gran de Finlàndia.